# Banisia aldabrana
Banisia aldabrana är en fjärilsart som beskrevs av Geoffrey Fryer 1912. Banisia aldabrana ingår i släktet Banisia och familjen Thyrididae. Inga underarter finns listade i Catalogue of Life.